# Oliver Ekman Larsson
Oliver Oscar Emanuel Ekman Larsson, född 17 juli 1991, är en svensk ishockeyback som spelar för NHL-laget Toronto Maple Leafs. 
Han har tidigare spelat på NHL-nivå för Arizona Coyotes i NHL, samt Vancouver Canucks och Florida Panthers.  
Ekman Larsson valdes som sjätte spelare i NHL-draften 2009 av Coyotes organisation.

## Spelarkarriär
Ekman Larsson är back som 2006 debuterade i J18 Allsvenskan för Tingsryds AIF. Samma säsong var han också ordinarie i U16-landslaget. Han ledde Småland till seger i TV-pucken 2007/08, valdes till turneringens bästa back och fick ta emot Lill-Strimmas stipendium. Samma säsong gjorde han en framgångsrik debut i både J17- och J18-landslaget och ledde Småland till final i TV-pucken (där han blev framröstad till bäste back) men framförallt fick han rikligt med speltid i Tingsryds A-lag i division 1 och Allettan Södra, där han producerade 8 poäng på 27 matcher.
Inför nästföljande säsong skrev Ekman Larsson på för Leksands IF, där han redan under träningsmatcherna blev hyllad för sina insatser - något som fortsatte under seriematcherna. I en match mot Borås HC stod den unge backen för tre assists. Totalt blev det under debutsäsongen 17 poäng (3 mål, 14 assists) på 39 matcher och Allsvenskans bästa plusminusnotering (+44). Säsongen efter blev det 27 poäng (9 mål, 18 assists) på 42 matcher i samma klubb och serie.

### Arizona Coyotes
Ekman Larsson blev draftad som nummer 6 i första rundan av 2009 års NHL-draft av klubben Phoenix Coyotes. Sommaren efter skrev han på ett treårskontrakt med Phoenix, och debuterade i NHL den 9 oktober 2010, som en av alla tiders yngsta svenska NHL-spelare. Med sina 19 år och 184 dagar blev han dessutom en av de yngsta svenska målskyttarna i NHL.
Den 13 september 2018 utsågs han till lagkapten för Coyotes.

## Internationellt

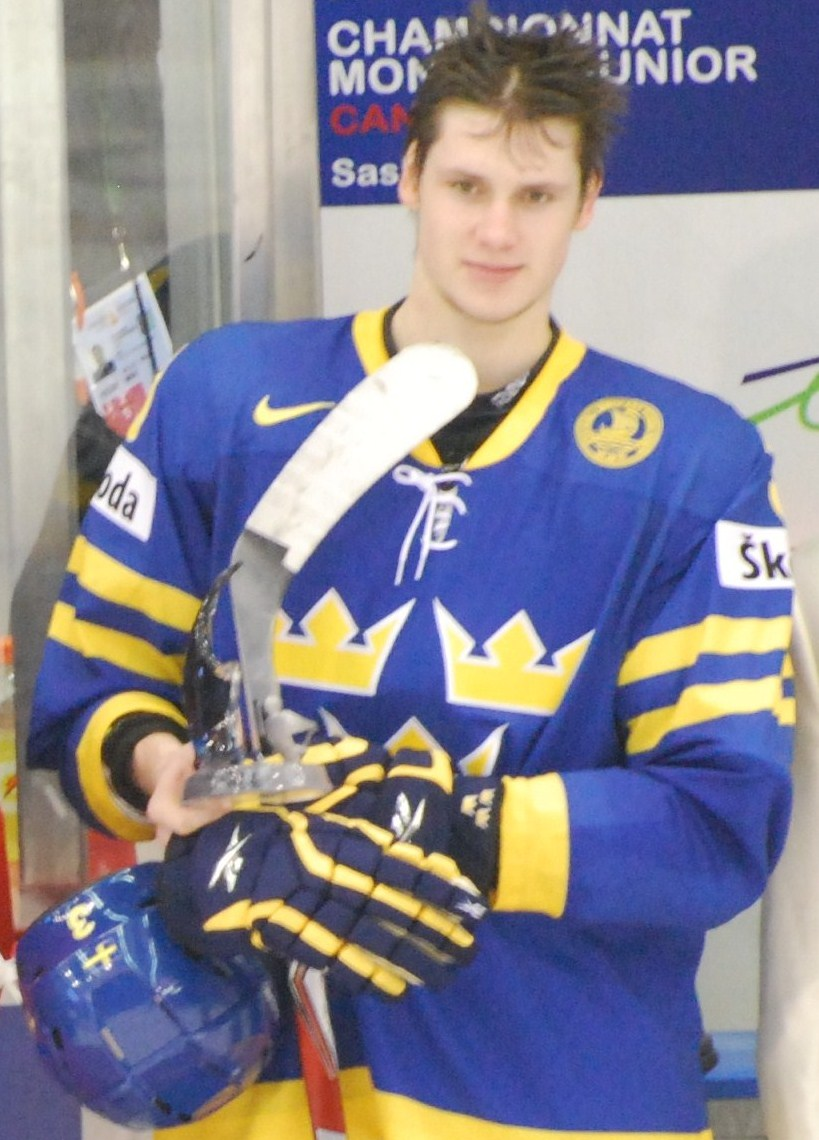

Ekman Larsson representerade Sverige i J20-VM 2010 där han gjorde 5 poäng (2 mål, 3 assists) på 6 matcher och var en av förgrundsgestalterna i det lag som till slut bärgade ett svenskt brons. 
Därefter kom han även med i "stora" VM 2010, som också slutade med svenskt brons. Landslagsdebuten i Tre Kronor ägde rum 29 april 2010, öppningsmatchen mot Tjeckien i förberedelseturneringen LG Hockey Games. Han spelade även för Sverige i VM 2017 där han var med och vann VM-guld. Han var även med och tog Sveriges andra raka VM-guld i VM 2018.

## Privatliv
Under 2013 lanserade Oliver Ekman-Larsson sitt eget klädmärke OEL of Sweden.

## Statistik

### Klubbkarriär
| 2008–09    | Leksands IF         | HA         | 39  | 3   | 14  | 17  | 32  | —  | — | — | — | — |
| 2009–10    | Leksands IF         | HA         | 42  | 9   | 18  | 27  | 98  | —  | — | — | — | — |
| 2010–11    | Phoenix Coyotes     | NHL        | 48  | 1   | 10  | 11  | 24  | —  | — | — | — | — |
| 2010–11    | San Antonio Rampage | AHL        | 15  | 3   | 7   | 10  | 16  | —  | — | — | — | — |
| 2011–12    | Phoenix Coyotes     | NHL        | 82  | 13  | 19  | 32  | 32  | 16 | 1 | 3 | 4 | 8 |
| 2012–13    | Portland Pirates    | AHL        | 20  | 7   | 14  | 21  | 28  | —  | — | — | — | — |
| 2012–13    | Phoenix Coyotes     | NHL        | 48  | 3   | 21  | 24  | 26  | —  | — | — | — | — |
| 2013–14    | Phoenix Coyotes     | NHL        | 80  | 15  | 29  | 44  | 50  | —  | — | — | — | — |
| 2014–15    | Arizona Coyotes     | NHL        | 82  | 23  | 20  | 43  | 40  | —  | — | — | — | — |
| 2015–16    | Arizona Coyotes     | NHL        | 75  | 21  | 34  | 55  | 96  | —  | — | — | — | — |
| 2016–17    | Arizona Coyotes     | NHL        | 79  | 12  | 27  | 39  | 48  | —  | — | — | — | — |
| 2017–18    | Arizona Coyotes     | NHL        | 82  | 14  | 28  | 42  | 44  | —  | — | — | — | — |
| 2018–19    | Arizona Coyotes     | NHL        | 81  | 14  | 30  | 44  | 52  | —  | — | — | — | — |
| NHL totalt | NHL totalt          | NHL totalt | 657 | 116 | 218 | 334 | 412 | 16 | 1 | 3 | 4 | 8 |

### Internationellt
| År            | Lag           | Turnering     |               | Matcher | Mål | Assist | Poäng | Utv |
| ------------- | ------------- | ------------- | ------------- | ------- | --- | ------ | ----- | --- |
| 2009          | Sverige       | U18-VM        | 6             | 2       | 6   | 8      | 2     |     |
| 2010          | Sverige       | JVM           | 6             | 2       | 3   | 5      | 12    |     |
| 2010          | Sverige       | VM            | 9             | 1       | 2   | 3      | 2     |     |
| 2011          | Sverige       | VM            | 7             | 1       | 3   | 4      | 2     |     |
| 2014          | Sverige       | OS            | 6             | 0       | 3   | 3      | 2     |     |
| 2015          | Sverige       | VM            | 8             | 2       | 10  | 12     | 6     |     |
| 2016          | Sverige       | WC            | 4             | 0       | 0   | 0      | 4     |     |
| 2017          | Sverige       | VM            | 8             | 2       | 3   | 5      | 2     |     |
| 2018          | Sverige       | VM            | 10            | 2       | 5   | 7      | 4     |     |
| Junior totalt | Junior totalt | Junior totalt | Junior totalt | 12      | 4   | 9      | 13    | 14  |
| Senior totalt | Senior totalt | Senior totalt | Senior totalt | 54      | 11  | 25     | 36    | 34  |